# Dan Hibiki
Dan Hibiki (火引 弾 Hibiki Dan?), conocido simplemente como Dan, es un personaje ficticio perteneciente a la saga de videojuegos Street Fighter.
Dan se muestra constantemente como un personaje arrogante y con mucha autoconfianza, pero muy débil, por lo que puede ser considerado el alivio cómico de la saga.

## Historia
Gou Hibiki, el padre de Dan Hibiki y discípulo de Goutetsu, era un karateca poseído por el Satsui no Hado que desafió a Sagat, el campeón tailandés de Muay Thai. Fue Gou Hibiki quién dejó tuerto a Sagat y este, enfurecido, derrotó brutalmente a Gou, quien pensaba que ya había derrotado a Sagat. Gou moriría más tarde por las heridas.
Jurando venganza, Dan fue al dojo de Gouken, maestro del arte Ansatsuken, el mismo estilo que practicó su padre. A pesar de la pasión de Dan, Gouken observó la ira del muchacho y sus deseos de vengar la muerte de su padre. Gouken trató de corregir a Dan pero este no deponía su ira. Esto hizo que expulsara a Dan de su dojo, temiendo que se desviara de la buena senda y fuera poseído por el Satsui no Hadou tal como ocurrió con su padre, pero esto no detuvo a Dan. Combinando lo que aprendió de Gouken, lo aprendido de su padre y técnicas de su propia invención, Dan creó un nuevo estilo marcial conocido como Saikyō-ryū (en japonés 'el dragón más fuerte', porque Ryu significa dragón y porque muchos ataques del estilo de Gouken contienen esta palabra. A pesar de ello, no son más fuertes sino mucho más débiles). Este estilo se basa en algunos golpes copiados o adaptados del estilo de Gouken, combinados con burlas para desconcentrar al enemigo.
En Street Fighter Alpha Dan logra dar con el paradero de Sagat, sin embargo este lo vence fácilmente, entendiendo Sagat que Dan no se detendrá hasta derrotarlo decide darle un golpe de gracia, sin embargo en ese momento aparece Ryu, por lo que lanza a un costado a Dan y se enfrenta a su archirrival. Dan se retira para hacerse más fuerte y volver a retar a Sagat, en este lapso reclutó a Sakura Kasugano como su primera alumna, a quien conoce en una pelea callejera. En realidad, ella se hace discípula de Dan porque él tuvo el mismo maestro que Ryu, así ella pudo copiar y aprender algunas técnicas de Ryu, pero realmente Sakura quiere que Ryu la entrene personalmente.
En Street Fighter Alpha 2 Dan finalmente se enfrentó a Sagat, venciéndolo y consiguiendo así vengar a su padre. En realidad, Sagat se había dejado vencer ya que había visto en Dan una ira provocada por la venganza que lo consumía, algo que le recordaba a su propia rivalidad con Ryu, también alimentada por la venganza. En cierta manera, Dan había ayudado a Sagat a recapacitar sobre sus objetivos y dejó de buscar venganza en Ryu, quedando una rivalidad menos virulenta.
Convencido de haber derrotado limpiamente al asesino de su padre, Dan se dedicó a viajar por el mundo a enseñar el arte del Saikyo, llegando incluso a crear escuelas, cursos de correspondencia y vídeos de ejercicios. En esta época, se reencontró con su viejo amigo Jimmy Blanka (en el pasado, Blanka salvó a Dan en la jungla y este enseñó inglés a la bestia verde de Brasil), y siguió con el entrenamiento de Sakura. Otros ilustres personajes entrenados por Dan son Linchou y su propia hermana Ran Hibiki.
Dan es uno de los personajes exclusivos de las versiones caseras de Street Fighter IV y parece que sigue teniendo su mismo objetivo: demostrar el poder del estilo Saikyo al mundo después de no haber podido participar en el torneo de Street Fighter II (Blanka trató de avisarle, pero a Dan le cortaron la línea telefónica entonces por no pagar las facturas). Además se muestra muy preocupado por la superación de su discípula Sakura, con quien tiene una batalla para ver si está lista para ser declarada maestra en el arte del Saikyo.
Dan también ha aparecido en Super Puzzle Fighter II Turbo, Marvel Super Heroes vs. Street Fighter, Marvel vs. Capcom 2, Super Gem Fighter, Capcom vs. SNK, Capcom vs. SNK 2, la saga SNK vs. Capcom: Card Fighters Clash, SNK vs. Capcom: Match of the Millenium y SVC Chaos: SNK vs. Capcom.

## Concepto
Dan Hibiki es la respuesta de Capcom al juego Art of Fighting de SNK. Aunque el estilo de lucha de Dan es una pésima mímica del Ansatsuken practicado por Ryu y Ken, la inspiración principal de los desarrolladores se encuentra en el Kyokugen-ryū, el estilo de karate practicado por la familia Sakazaki (Takuma, Ryo y Yuri) y Robert García, protagonistas de la saga Art of Fighting.
La historia de esta parodia comenzó con la salida de Art of Fighting poco después de Street Fighter II, y donde los protagonistas, Ryo y Robert, utilizan un estilo de karate similar al de Ryu y Ken; además, Ryo presentaba similitudes con los karatekas de Capcom, siendo rubio con un karate gi naranja y un nombre similar al de Ryu. Como venganza, en el arte de Sagat durante la salida de Street Fighter II': Champion Edition, se observaba a Sagat sujetando de la cabeza a un rival derrotado que llevaba un karate gi naranja y sandalias geta (en referencia a Ryo) y pelo oscuro con una coleta larga (en referencia a Robert).
Más tarde, este diseño sería empleado para el personaje secreto Dan de Street Fighter Alpha, pero su gi se cambió a rosa, su cara se parecía a la de Robert (aunque en juegos posteriores se caricaturizaría) y llevaba una camiseta negra debajo del gi como hace Ryo.
Sus ataques son parodias de las técnicas usadas por los practicantes de Kyokugen, a su vez de marcada inspiración Ansatsuken:

### Poderes
- Gadouken, similar a un hadouken, pero hecho con una mano y de alcance ridículo. Es una parodia del kooh-ken, el equivalente al hadouken en Art of Fighting y realizado con una mano. En esta saga, los personajes poseen barras de energía para realizar ataques especiales y cuando no quedaba energía, el kooh-ken de Ryo y de Robert era una bola de energía que apenas si salía de sus dedos. Este detalle fue, pues, el origen del gadouken.
- Kōryūken, similar al shōryūken de Ryu y Ken, movimiento copiado por los practicantes de Kyokugen. Como curiosidad, de forma aleatoria Dan parpadea en blanco al principio de este movimiento, momento en el que es invencible.
- Dankūkyaku es una copia del hien shippu kyaku de Ryo, el equivalente en el estilo Kyokugen al tatsumaki senpuu kyaku.
- Dan también posee un ataque sin nombre en el que saca una hoja de papel con una foto suya, luego la firma, se la muestra al oponente y se la lanza. Este ataque es recomendable usarlo a larga distancia, porque Dan tarda un poco en escribirla, momento en el que es vulnerable a los ataques.

### Supers
- Hisshō Buraiken es una parodia de la especial de Ryo y Robert conocido como Ryūko Ranbu, donde se golpea repetidamente al rival, terminando con un gancho aéreo.
- Kōryū Rekka es un golpe similar al Shōryū Reppa de Ken, si bien en realidad es una imitación del doble gancho que Ryo usa para terminar su versión a máxima potencia del Ryūko Ranbu (hasta tal punto que Dan grita "Saikyō-ryū Ougi!"/"¡Secreto del estilo Saikyo!" al comenzar su Kōryū Rekka, de forma similar a cómo Ryo grita "Kyokugen-ryū Ougi!"/"¡Secreto del estilo Kyokugen!" en el comienzo del Ryūko Ranbu).
- Chouhatsu Densetsu es un “super taunt”, introducido en el juego Street Fighter Zero 2, que consiste en una sucesión ininterrumpida de taunts. En los crossover con SNK, al finalizar llena el super meter al máximo.

### Ultras
- Shisso Buraiken, más parecido aùn al Ryūko Ranbu, pero con la ventaja de que esquiva proyectiles y que tiene prioridad sobre todos los supers y la gran mayoría de los ultras si es realizado inmediatamente después de que el rival ha ejecutado su movimiento.
- Haoh Gadouken es una parodia del Haoh Sho Kooh Ken de Ryo, Takuma, Robert y Yuri. Este movimiento ya había aparecido en los cruces con SNK, pero en Super Street Fighter IV hace su aparición oficial en la saga

Debido a su naturaleza como parodia y como personaje débil, Dan resulta un personaje que, si bien no es difícil de manejar, está reservado para jugadores más expertos debido a sus limitaciones.

## Dan como parodia
- Mientras otros personajes de la saga Alpha podían hacer burlas una vez, Dan era capaz de hacer burlas indefinidamente, de nuevo copiando y ridiculizando el sistema de burlas de Art of Fighting. Sus burlas resultan exageradas y ridículas, llegando a imitar a Yuri Sakazaki de forma descarada. Llega hasta tal punto que tienen sus propios súper-ataques, Chōhatsu Densetsu (La Burla Legendaria) y Chōhatsu Shinwa (La Burla Mítica), donde Dan se burla repetidamente del rival, mientras que este puede golpear en cualquier momento a Dan y detener la secuencia ya que Dan estará totalmente indefenso mientras hace sus burlas.
- En Street Fighter Alpha 3 una de sus frase de victoria es “I hate the art of fighting, but I wanna be the king of fighters!”,[2] una obvia referencia a las sagas Art of Fighting y The King of Fighters de la rival SNK.
- El componente paródico de Dan parece dispararse en los crossovers, tal y como se puede comprobar en la siguiente lista:
- Marvel Super Heroes vs. Street Fighter: Uno de sus ataques, el Otoko Michi, es una parodia del Shun Goku Satsu de Akuma, si bien Dan puede quitar una gran cantidad de energía o una cantidad ridícula de ésta al rival, mientras que él se queda con un 1% de su vida. Además, en su secuencia final, Dan está a punto de acabar con Cyber Akuma, jefe final del juego, cuando de repente una chica con uniforme de colegia, larga coleta y una cara parecida a la de Dan llama a este "hermano" y le dice que no mate a Cyber Akuma porque "él es... él es...". Este final es una parodia del final del primer juego de Art of Fighting, donde Ryo está a punto de matar a Mr. Karate, el jefe final del juego, sólo para ser interrumpido por Yuri, quien revela que Mr. Karate es, en realidad, Takuma, el padre de ambos. A partir de aquí, se han hecho especulaciones sobre si Dan tiene una hermana o si Akuma es su verdadero padre, sobre esto último, los más entendidos arguyen que Akuma vendría a ser el tío de Dan dado que Go se habría casado con la hermana de Akuma y Gouken, sin embargo ningunos de estos rumores ha sido aclarado por Capcom.
- Super Gem Fighter: En varios de sus ataques, Dan invoca el espíritu de su difunto padre, Go, para ayudarle en combate. Go Hibiki es representado igual que Dan, pero con gi verde y la máscara de un tengu. Estos dos últimos detalles son una parodia de Takuma Sakazaki disfrazado como Mr. Karate, el disfraz consistiendo únicamente en una careta roja de tengu. De hecho, cuando Dan Hibiki se encuentre con Mr. Karate, el padre de Ryo y Yuri, en SVC Chaos: SNK vs. Capcom, llegará la inevitable confusión, y le preguntará si es su padre, a lo que Mr. Karate responde inmediatamente que no.
- Capcom vs. SNK Pro, Capcom vs. SNK 2, SNK vs. Capcom: Match of the Millenium y SVC Chaos: SNK vs. Capcom: Al ser los cruces con la compañía rival SNK, el valor paródico de Dan le lleva a imitar las burlas de otros personajes como Mai Shiranui, Kyo Kusanagi o Joe Higashi o crear una versión del Haoh Sho Kooh Ken del estilo Kyokugen, rebautizado como Gadou Sho Kooh Ken, de alcance tan corto como un gadouken, pero más poderoso. Dan también parodia el Tenchi Haō Ken de Ryo, en una versión conocida como Kyūkyoku Tenchi Gadō-zuki en la que da un fuerte puñetazo imparable al rival, pero es poco poderoso y su tiempo de recuperación es muy largo, ya que Dan se parte la mano en el golpe y necesita tiempo para curársela.
- SVC Chaos. Este juego, al tener diferentes diálogos previo a las peleas, explota al máximo las confusiones entre Dan y los Kyokugen. Como ya se mencionó, Dan confunde a Mr. Karate con su propio padre, mientras que la mayoría de los luchadores de SNK lo confunden con Robert García.

## Series y películas
Dan únicamente ha aparecido en Street Fighter Alpha: The Movie, siendo derrotado brutalmente por Vega primero y por Birdie más tarde. También se esperaba su aparición en la película de animación que saldrá conjuntamente con las versiones caseras de Street Fighter IV, aunque finalmente no hay rastro de él.

## Datos adicionales
- Chairperson, de Rival Schools, otra saga de lucha de Capcom, dice haber aprendido a luchar con un curso de correspondencia de Saikyo. Igualmente, en esta saga aparece Ran Hibiki, la presunta hermana de Dan. A pesar de no estar confirmado por Capcom, se asume que es su hermana debido a una serie de indicios aparte del apellido y la similitud de sus nombres, como el hecho de que Dan menciona que tiene una hermana en el título de NeoGeo Pocket Color y en SNK vs Capcom, en el juego Street Fighter vs Marvel se observa que Dan tiene una hermana de edad escolar. Esto ha llevado a que el la práctica se asuma que Ran es la hermana de Dan.
- Sean, alumno de Ken de la saga Street Fighter III, es conocido por ser un personaje bastante limitado en el uso de Ansatsuken y comparado con Dan, lo cual parece molestarle. Es por ello que tiene dos frases de victoria sobre el tema: "Don't call me Dan!" ("¡No me llames Dan!") y "Rule #1: Never give up! Rule #2: Don't fight me! Rule #3: Don't be like Dan!" ("Regla número 1: ¡Nunca te rindas! Regla número 2: ¡No luches contra mí! Regla número 3: ¡No seas como Dan!").